# 半敞篷車

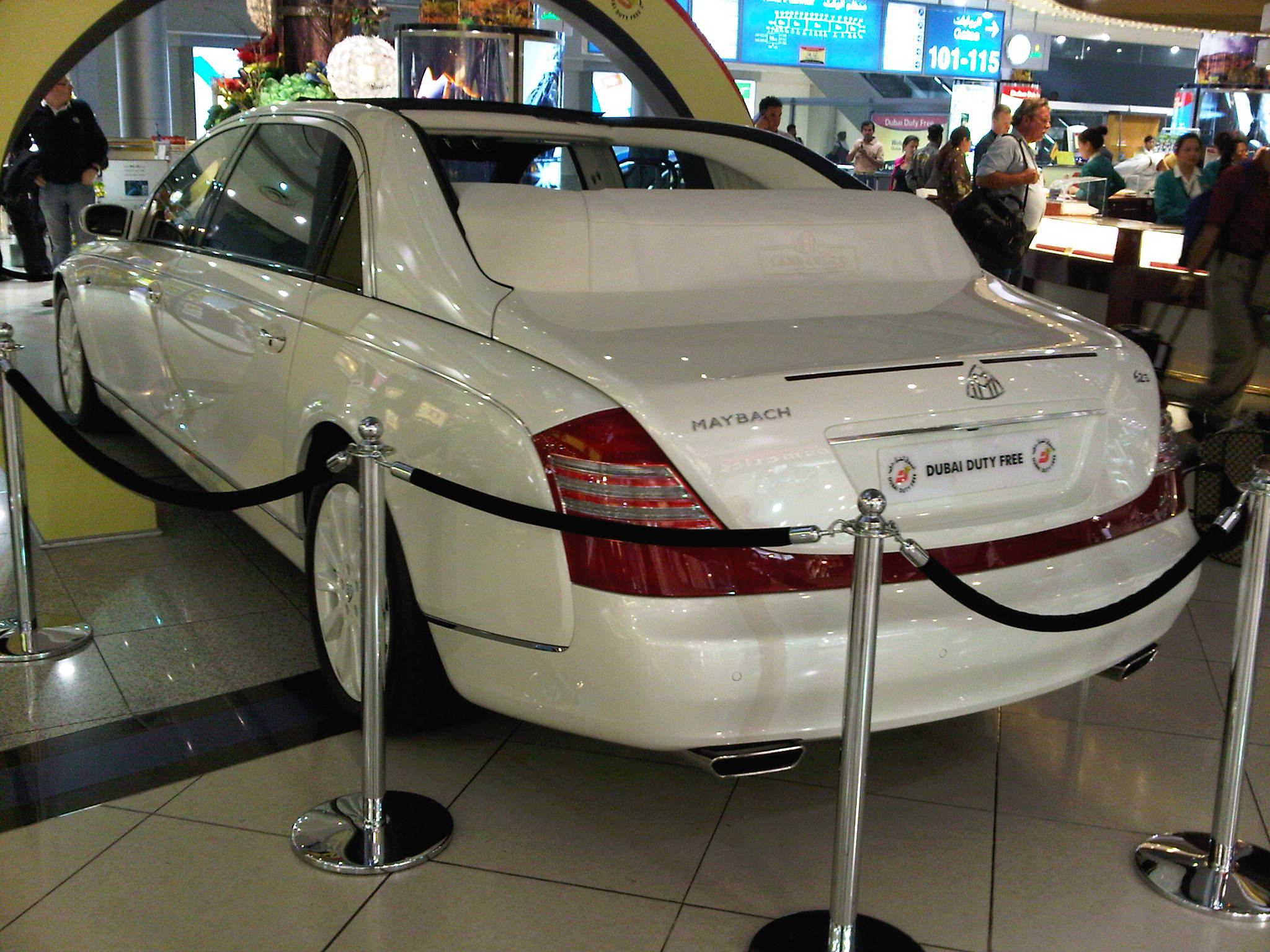
陳列於杜拜國際機場的梅巴赫Landaulet

半敞篷車（英語：landaulet）乃指一種汽車後座車頂敞開之車體風格，有時前座（駕駛座與副手席）之車頂亦可打開。
就像其他客製化汽車一樣，這種半敞篷車的概念來自古早的馬車。「landaulet」最原始的意義乃是雙門型、沒有前座的四輪馬車，但通常馬車具有讓車伕乘坐的前座，故「landaulet」保留了傳統馬車兩截摺疊式車頂的後半段。
由於半敞篷車專為「後座買家」的富豪人士設計，在大眾市場並不普及。因此該種車型的目標對象多半為名人政要，譬如教宗若望二十三世、保祿六世、本篤十六世等人的半敞篷型座車皆以梅賽德斯-賓士特製而成。近年來發展該種車型的汽車廠僅有：
1. 梅巴赫：隸屬於戴姆勒公司，車款為2007年在中東國際車展發表的邁巴赫62 Landaulet（英语：Maybach 57 and 62）[2]。
2. 凌志：2011年為了摩納哥阿爾伯特王子在7月2日舉辦之婚禮推出特製的凌志LS 600h Landaulet[3]。

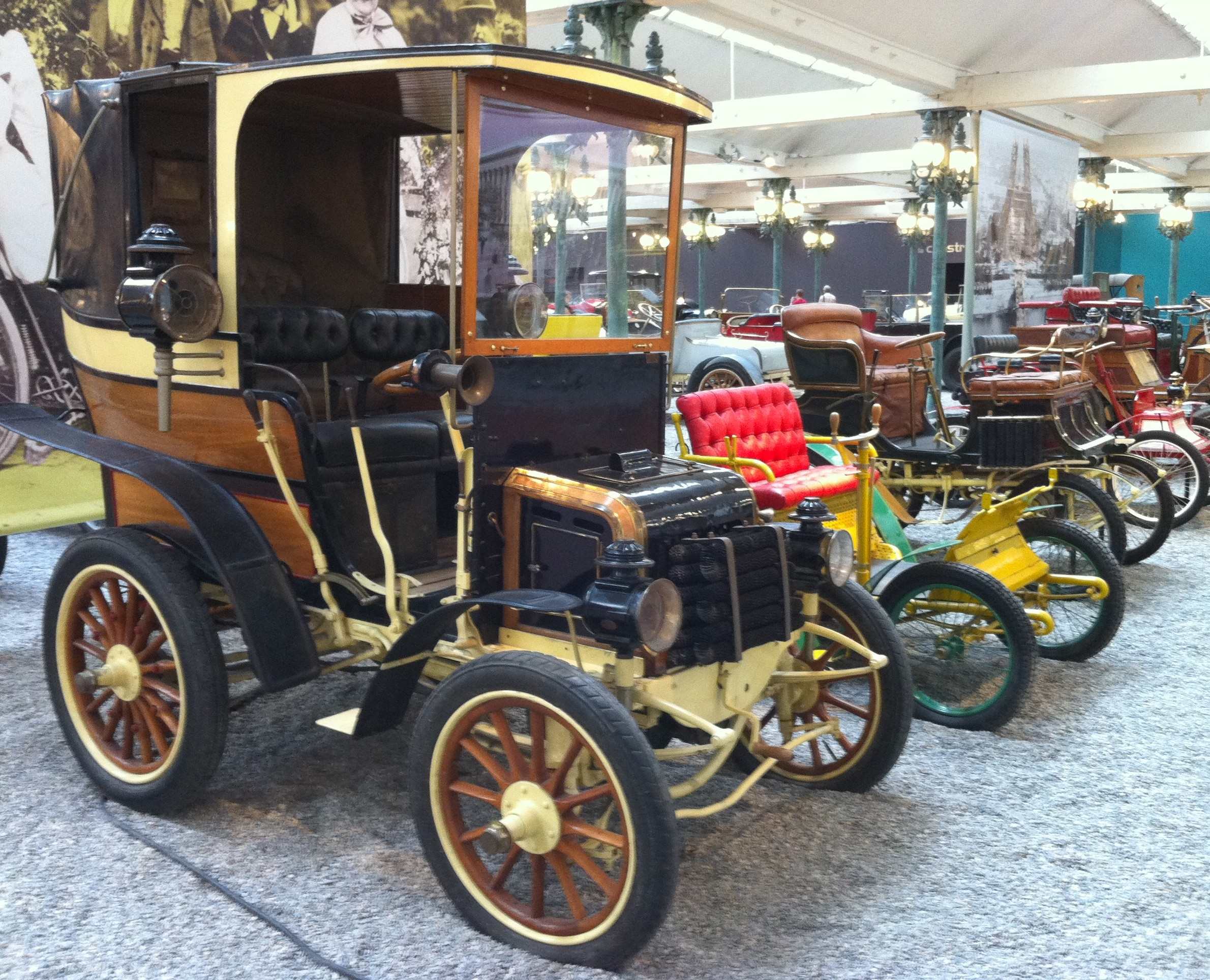
1898年法國潘哈德（Panhard & Levassor）公司AL型
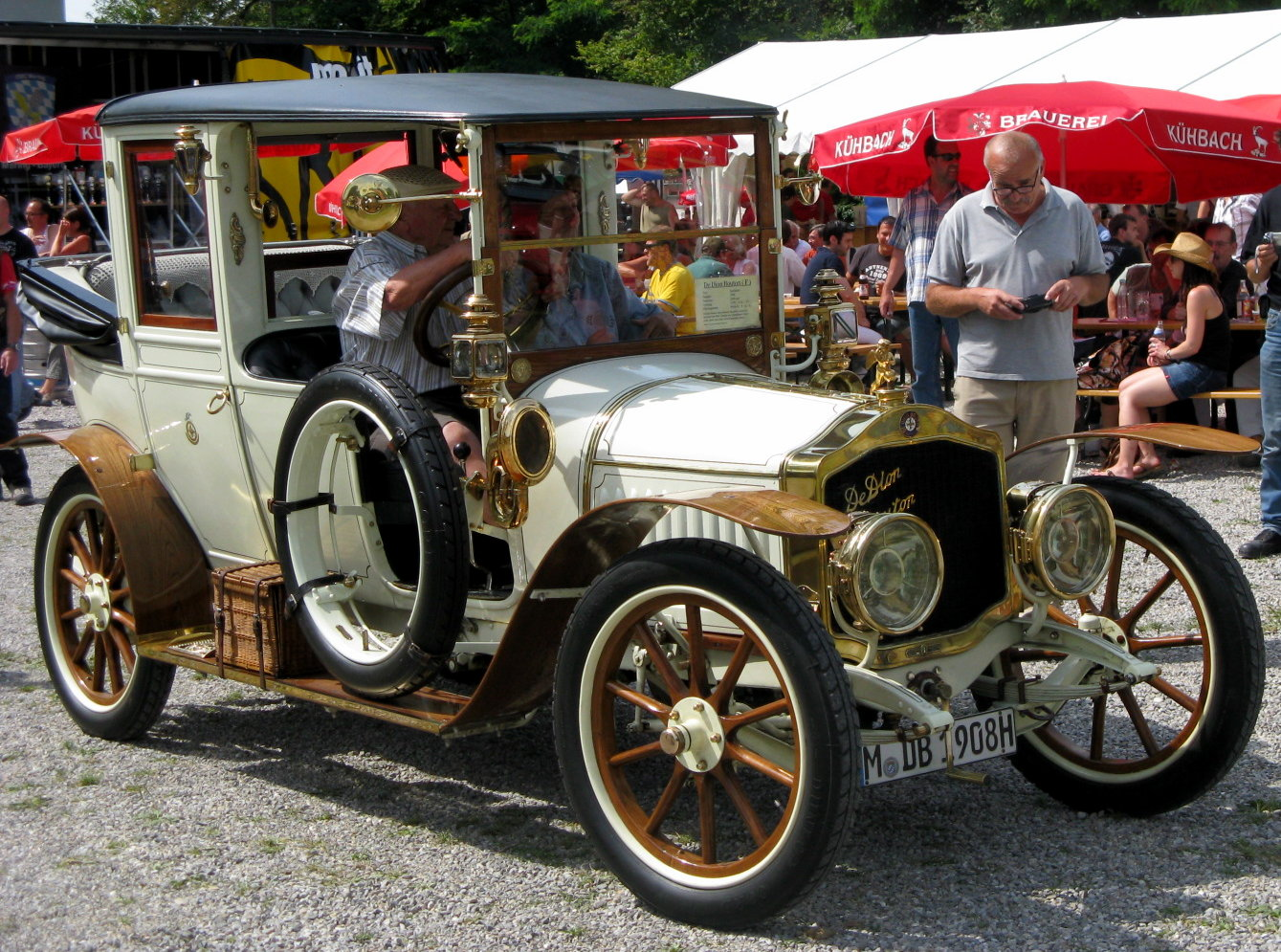
1908年法國德翁-布頓（De Dion-Bouton）公司製
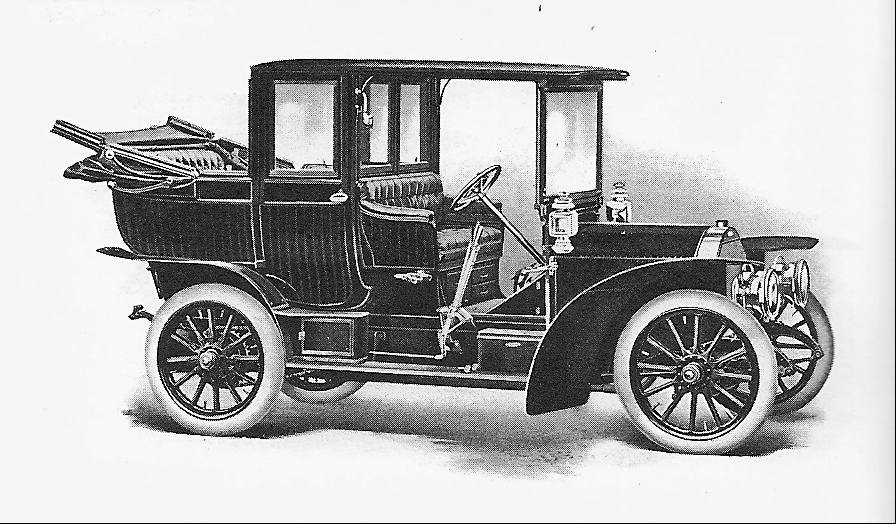
1908年美國梅瑟森（Matheson）公司製
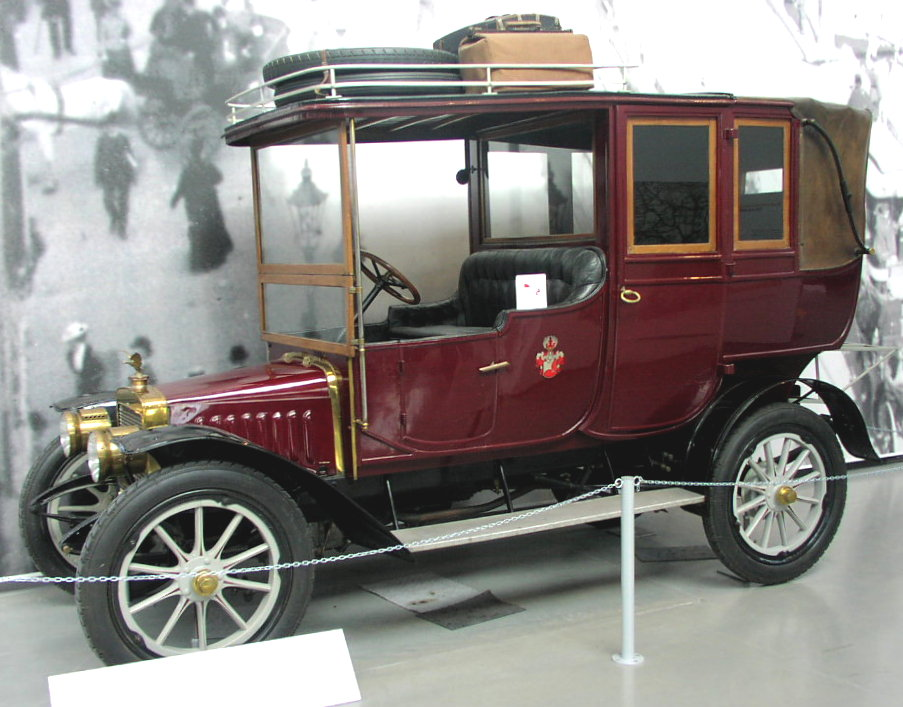
1911年德國阿德勒（Adler）公司製
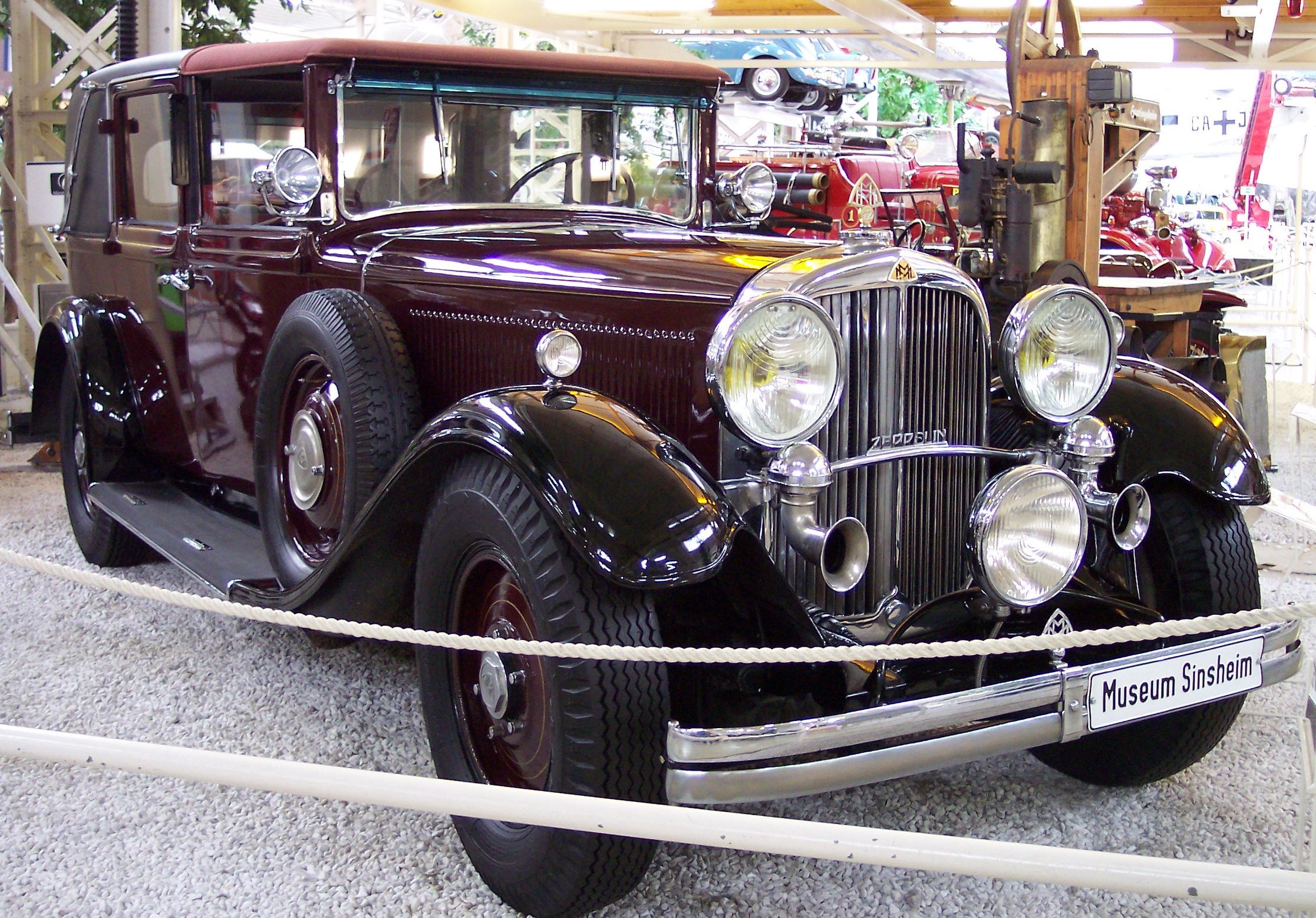
第二次世界大戰前的邁巴赫·齊柏林
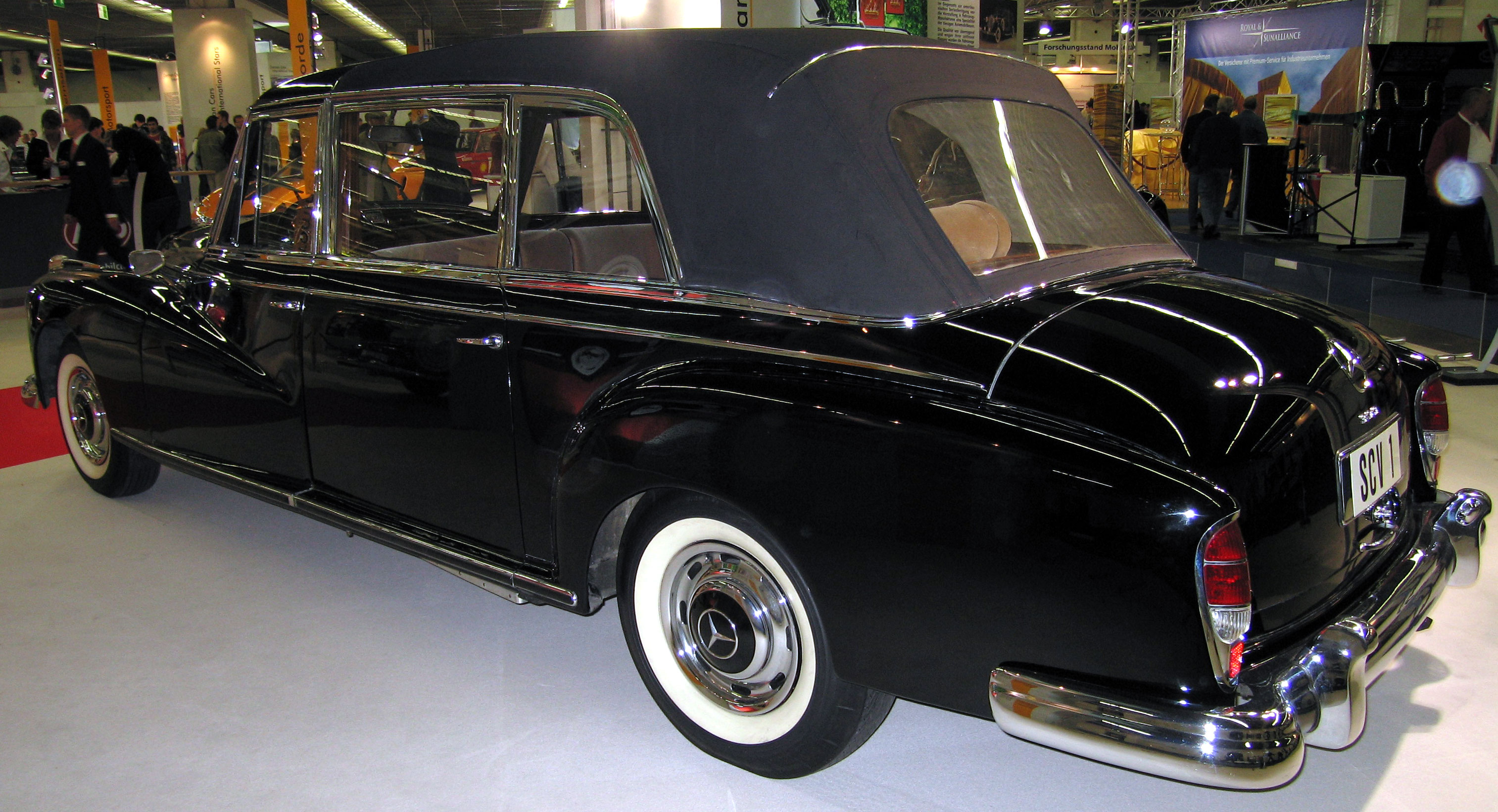
若望二十三世使用的梅賽德斯-賓士300d半敞篷車型
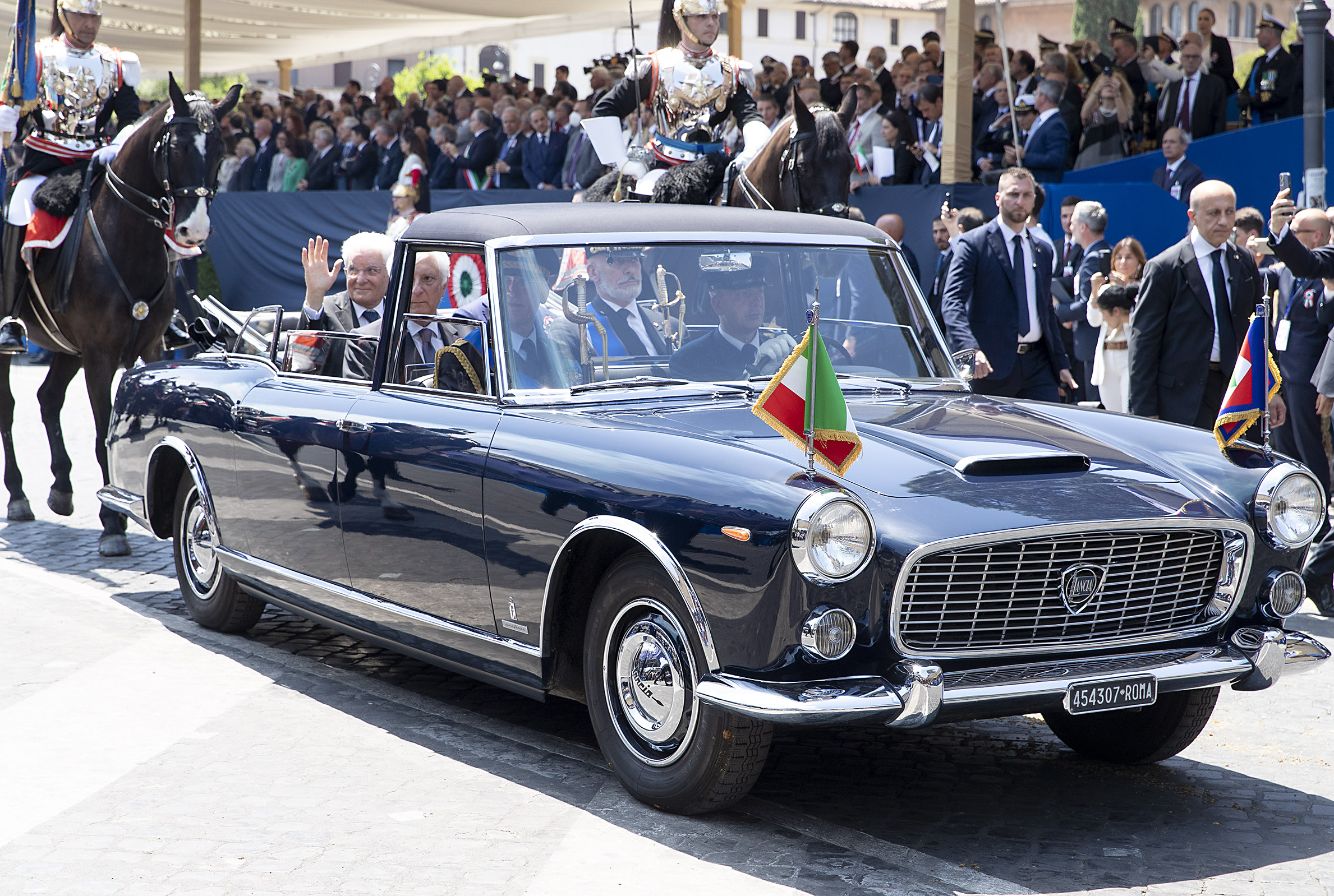
義大利總統的座車蘭吉雅Flaminia
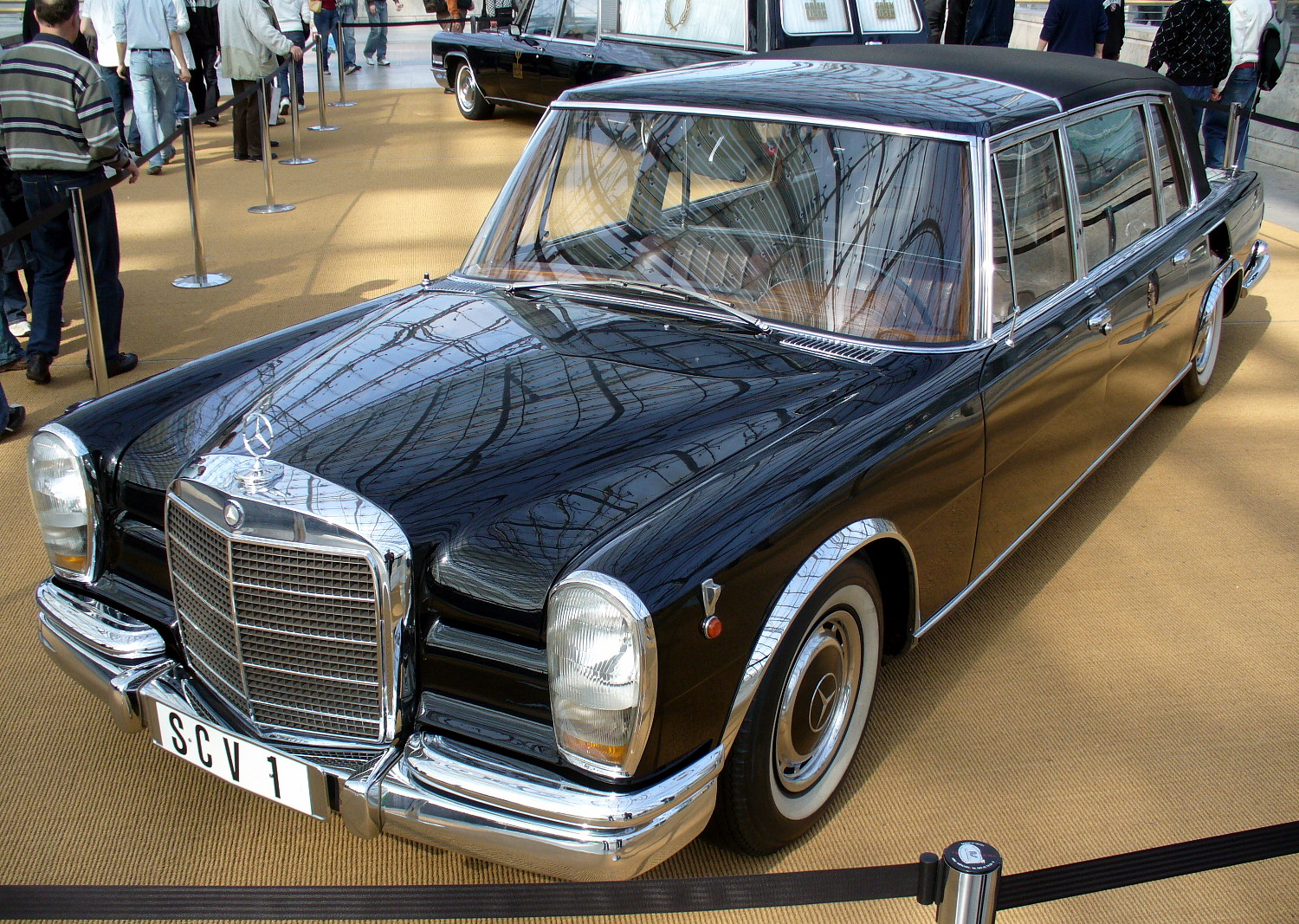
保祿六世使用的梅賽德斯-賓士600
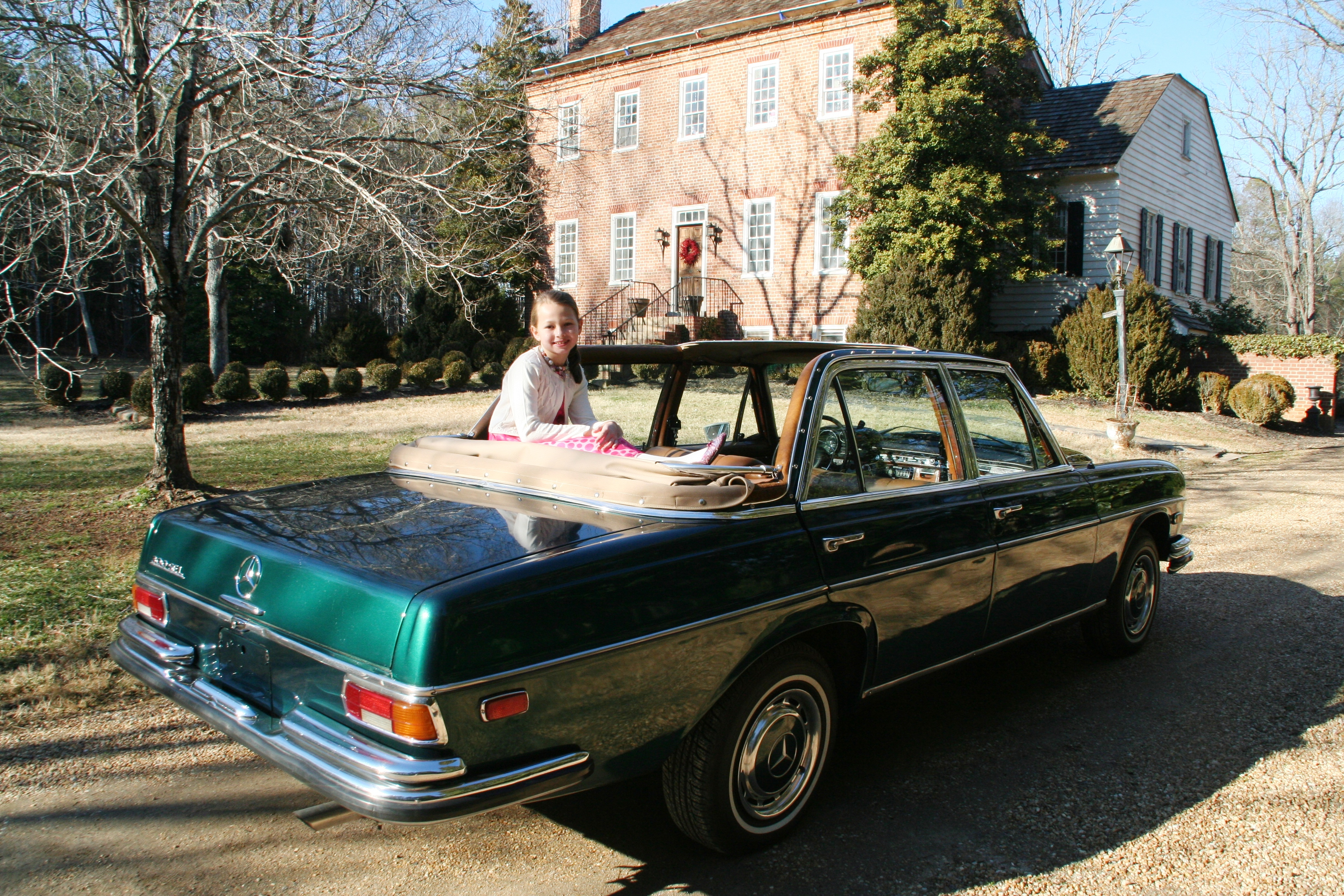
1970年梅賽德斯-賓士300 SEL特製車
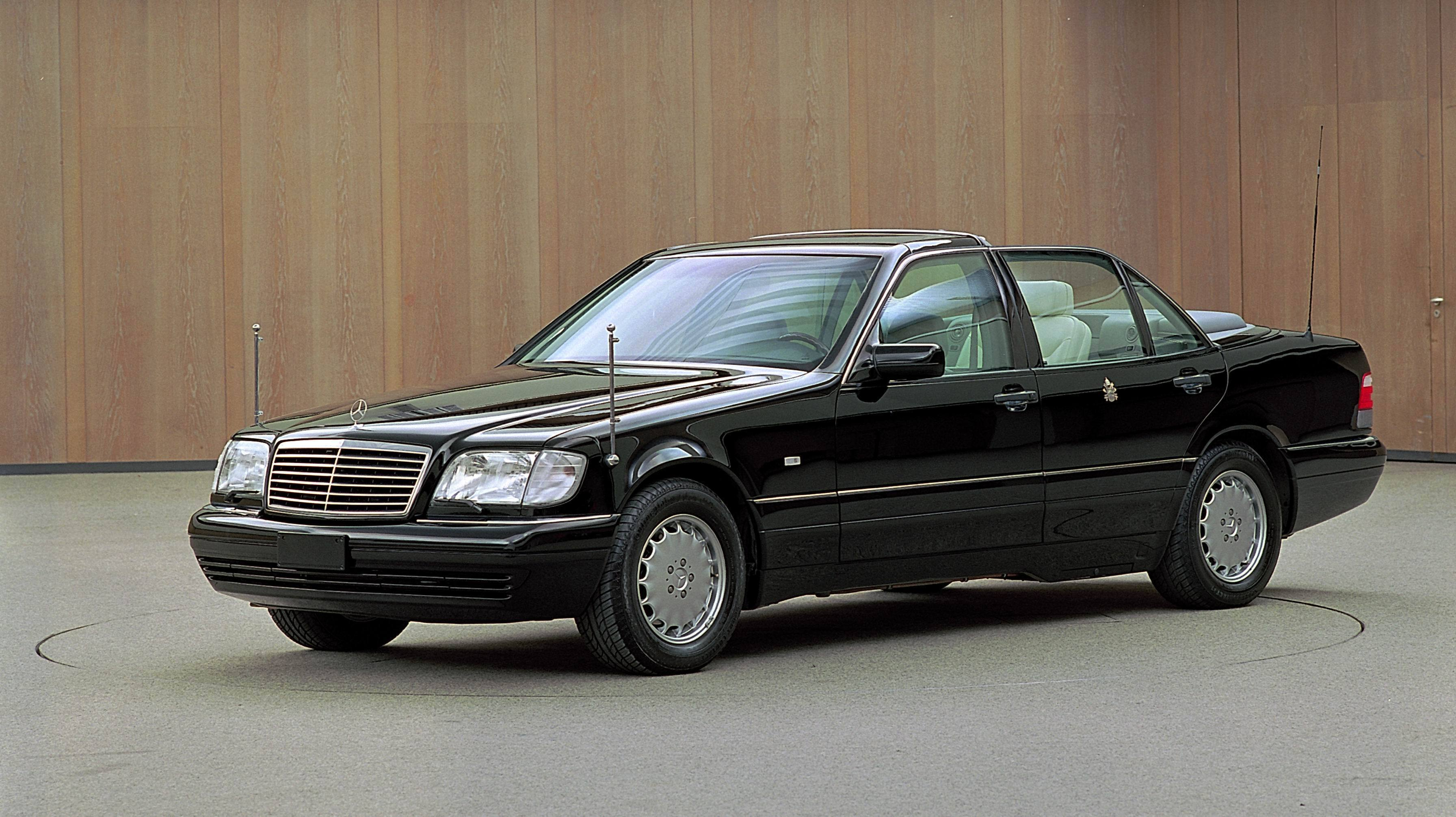
以梅赛德斯-奔驰W140為基礎的特製車

## 內部連結
- 敞篷車
- 車體風格